# 리암 던
리엄 던(Liam Dunn, 1916년 11월 12일 ~ 1976년 4월 11일)은 미국의 배우이다.

## 출연 작품
- 쉐기 D.A. (1976년)
- 칼라타칸 구출 작전 (1976년)
- 거스 (1976년)
- 무성 영화 (1976년)
- 앳 롱 라스트 러브 (1975년)
- 피퍼 (1975년)
- 뱅크 샷 (1974년)
- 버지니아 힐 이야기 (1974년)
- 브레이징 새들스 (1974년)
- 영 프랑켄슈타인 (1974년)
- 허비 - 돌아오다 (1974년)
- 찰리와 천사 (1973년)
- 북극의 제왕 (1973년)
- 공포의 그림자 (1973년)
- 34번가의 기적 (1973년)
- 빠삐용 (1973년)
- 그레이트 노스필드 미네소타 레이드 (1972년)
- 왓츠 업 덕 (1972년)
- 캐치 22 (1970년)

### 텔레비전
- 형사 맥밀란 (1971년)